# 松本穂香
松本 穂香（まつもと ほのか、1997年〈平成9年〉2月5日 - ）は、日本の女優。
大阪府堺市出身。フラーム所属。

## 略歴
高校時代から演劇部に所属して芝居を好み、連続テレビ小説『あまちゃん』を観て女優を志す。高校在校中に芸能事務所フラームのオーディションに自ら応募し合格。2015年1月に動画公開されたロッテ商品とのコラボレーションによる短編映画シリーズ『LOTTE SWEET FILMS』第2弾「MY NAME」に出演、女優としてデビュー。続いて同年3月公開の『風に立つライオン』で長編映画デビュー。
一方、高校卒業まで、大阪から新幹線で上京してオーディションを受けるも合格せずに当日に帰宅する日々が続く。高校卒業から半年を経た2015年9月、「東京で頑張るしかない」と意を決して上京。
翌2016年1月期のフジテレビ系月9ドラマ『いつかこの恋を思い出してきっと泣いてしまう』で、有村が演ずる主人公が勤める介護施設の同僚役を演じて有村と初共演、連続ドラマ初出演。同年3月30日、『ヨミガエラセ屋』で舞台に初出演。主役を務めた。2017年度前期のNHK連続テレビ小説『ひよっこ』でオーディションを経て念願だった朝ドラへの初出演を果たし、ヒロインの有村と再共演した。有村演じるヒロイン・谷田部みね子が勤めるトランジスタラジオ工場の同僚・青天目澄子役を演じておかっぱ頭にメガネ姿で食いしん坊の女の子という個性的なキャラクターで脚光を浴び、ブレイク候補の1人として一躍注目を集める。少年画報社『ヤングキング』2017年10月23日号で初めて漫画誌の表紙に載る。
2018年1月より放送のauのCMシリーズ「意識高すぎ!高杉くん」への出演で注目を集め、同年7月期のテレビドラマ『この世界の片隅に』で応募者約3,000人のオーディションを経て主人公のすず役に抜擢、連続ドラマ初主演。同年9月、初のフォトブック『negative pop』を刊行。同年末、同年に輝いた女性としてファッション誌『VOGUE JAPAN』により「VOGUE JAPAN Women of the Year 2018」に選出される。2018年冬季に伊藤健太郎とともにJR SKISKIのCMキャラクターに抜擢される。2020年4月、初のラジオパーソナリティとなるTBSラジオ『新米記者・松本穂香です。』放送開始。
監督のふくだももこから「誰にも似てない、唯一無二の魅力がある」「今の女優にいないタイプ」との評を受け、2019年9月公開映画『おいしい家族』にて長編映画で初主演を務め、続いて11月公開の『わたしは光をにぎっている』、翌2020年3月公開の『酔うと化け物になる父がつらい』と主演作の公開が相次ぐ。角川春樹監督の生涯最後の監督作品と位置づけられる2020年公開の『みをつくし料理帖』で主演。
その後も、2021年『ミュジコフィリア』、2022年『桜のような僕の恋人』『“それ”がいる森』にヒロイン役で、2023年『恋のいばら』で主演を務めている。

## 人物
- 趣味はお菓子作り。
- 中学時代はバレーボール部、高校時代は、演劇部で活動[6]。
- かつて性格が地味だったが、高校時代に自衛隊オタクやアニメオタクなどのオタク気質の部員が多い演劇部で「自分だけが変わっているわけではない」と実感、演技を通してもの作りの楽しさを知る[34]。
- ロックバンド「キュウソネコカミ」のファンであると公言、ライブへ一人で出かける[34]。
- 江崎グリコ「LEE」のCMで、好きなバンドにキュウソネコカミを挙げるとCMソングが書き下ろされて、ライブに招待されるなどした[10]。
- お笑いも好きであり、ジャルジャルのファン[35]でジャルジャルのYouTubeチャンネルにも出演。
- サツマカワRPGのライブにも足を運んでいる[36]。

## 受賞歴
2020年
- おおさかシネマフェスティバル2020 主演女優賞（『わたしは光をにぎっている』）[37]

2021年
- おおさかシネマフェスティバル2021 主演女優賞（『君が世界のはじまり』『みをつくし料理帖』）

2023年
- 第46回日本アカデミー賞 優秀助演女優賞（『“それ”がいる森』）[38]

## 出演

### 映画
- 風に立つライオン（2015年3月14日） - 児島聡子（高校生） 役
- ガールズ・ステップ（2015年9月12日）
- 青空エール（2016年8月20日） - 三石静香 役
- にがくてあまい（2016年9月10日）
- よしもと新喜劇映画商店街戦争〜SUCHICO〜（2017年3月4日、KATSU-do） - 鮫島ニナ 役
- MATSUMOTO TRIBE（2017年4月15日、Ashtray Arts） - 松本穂香（本人） 役[39]
- JAPAN LOVE（2017年5月20日） - 宮本愛華 役[40][41]
- リクエスト・コンフュージョン（2017年10月8日） - 谷本ゆきね 役[42]
- 狂い華 「ワルツ」（2017年10月14日、パロマプロモーション） - 主演・藤井陽子 役[43]
- Music of My Life（2017年10月20日、ユニバーサルコネクト）
- 恋は雨上がりのように（2018年5月25日、東宝） - 西田ユイ 役[44]
- 世界でいちばん長い写真（2018年6月23日、スターキャット・キャンター） - 三好奈々恵 役[45]
- 名前（2018年6月30日、アルゴ・ピクチャーズ） - 小幡理帆 役[46]
- SUNNY 強い気持ち・強い愛（2018年8月31日） - 奈美の娘 役[47]
- あの頃、君を追いかけた（2018年10月5日、キノフィルムズ） - 小松原詩子 役[48]
- アストラル・アブノーマル鈴木さん（2019年1月5日、SPOTTED PRODUCTIONS） - 主演・鈴木ララ 役（※ネット配信ドラマの再構成「完全ディレクターズカット版」。）[49]
- チワワちゃん（2019年1月18日、KADOKAWA） - クマ 役[50]
- 君は月夜に光り輝く（2019年3月15日、東宝） - 岡田鳴子 役[51]
- おいしい家族（2019年9月20日、日活） - 主演・橙花 役[52]
- わたしは光をにぎっている（2019年11月15日、ファントム・フィルム） - 主演・宮川澪 役[53]
- his（2020年1月24日、ファントム・フィルム） - 吉村美里 役[54]
- 酔うと化け物になる父がつらい（2020年3月6日、ファントム・フィルム） - 主演・田所サキ 役（渋川清彦とのW主演）[55]
- 君が世界のはじまり（2020年7月31日、バンダイナムコアーツ） - 主演・えん 役[56]
- 青くて痛くて脆い（2020年8月28日、東宝）- 本田朝美（ポン） 役[57]
- みをつくし料理帖（2020年10月16日、東映） - 主演・澪 役[58]
- DIVOC-12 『ユメミの半生』（2021年10月1日、ソニー・ピクチャーズエンタテインメント） - 主演・ユメミ 役[59]
- ミュジコフィリア（2021年11月19日、アーク・フィルムズ） - ヒロイン・浪花凪 役[30]
- 桜のような僕の恋人（2022年3月24日、Netflix） - ヒロイン・有明美咲 役[31]
- 今夜、世界からこの恋が消えても（2022年7月29日、東宝） - 神谷早苗 役[60]
- “それ”がいる森（2022年9月30日、松竹） - ヒロイン・北見絵里 役[32]
- 恋のいばら（2023年1月6日、パルコ） - 主演・富田桃 役（玉城ティナとW主演）[33][61]
- 笑いのカイブツ（2024年1月5日、ショウゲート / アニモプロデュース） - ミカコ 役[62]
- 鬼平犯科帳 血闘（2024年5月10日） - おろく 役[63]
- 今日の空が一番好き、とまだ言えない僕は（2025年4月25日、日活） - 夏歩 役[64][65]

#### 劇場アニメ
- きみと、波にのれたら（2019年6月21日、東宝） - 雛罌粟洋子 役[66]
- 君は彼方（2020年11月27日、ラビットハウス・エレファントハウス） - 主演・澪 役[67]

### テレビドラマ
- 美しき三つの嘘 第2話 「炎」（2016年1月4日、フジテレビ）[68]
- いつかこの恋を思い出してきっと泣いてしまう（2016年2月15日 - 3月21日、フジテレビ） - 松川穂香 役[6][11]
- ON 異常犯罪捜査官・藤堂比奈子（2016年7月12日 - 9月6日、関西テレビ） - 伊集院きらり 役
- 模倣犯（2016年9月21日・22日、テレビ東京） - 古川鞠子 役[69]
- 黒い十人の女（2016年9月29日 - 12月1日、読売テレビ） - 秋子 役
- 連続テレビ小説 ひよっこ 第4週 - 最終週（2017年4月29日 - 9月30日、NHK総合） - 青天目澄子 役[70]
  - ひよっこ2（2019年3月25日 - 28日）[71]
- ブランケット・キャッツ 第5話（2017年7月21日、NHK総合） - 佐々木悦子 役[72]
- 脳にスマホが埋められた! 第4話（2017年7月27日、読売テレビ） - 朝長真帆 役[73]
- 昔話法廷 「ヘンゼルとグレーテル」裁判（2017年8月14日、NHK Eテレ） - 瀬戸香織 役[74]
- 下北沢ダイハード 第6話（2017年8月26日、テレビ東京） - コヤマ・サラ 役[75]
- コードネームミラージュ Episode 21 「揺れル」（2017年8月26日、テレビ東京） - 富樫舞 役
- コウノドリ 第2シリーズ 第1話 - 第3話（2017年10月13日 - 27日、TBS） - 三浦芽美 役[76][77][78]
- 食い逃げキラー（2018年3月21日、WOWOW） - 高瀬千秋 役[79]
- 平成物語 SEASON1（2018年3月24日 - 31日、フジテレビ） - ヒロイン・結（ユイ）役[80][81]
- この世界の片隅に（2018年7月15日 - 9月16日、TBS） - 主演・北條（浦野）すず 役[19][82]
- コールドケース2 〜真実の扉〜 最終話（2018年12月15日、WOWOW） - 木村莉子 役[83]
- JOKER×FACE（2019年1月14日 - 3月18日、フジテレビ） - 主演・流川 役[84]
- 夢食堂の料理人〜1964東京オリンピック選手村物語〜（2019年7月23日、NHK総合） - ヒロイン・島田恵子 役[85][86][87]
- ほんとにあった怖い話 20周年スペシャル「机と海」（2019年10月12日、フジテレビ） - 主演・田中真佐美 役[88]
- 病室で念仏を唱えないでください（2020年1月17日 - 3月20日、TBS） - 児嶋眞白 役[89]
- 竜の道 二つの顔の復讐者（2020年7月28日[注 2] - 9月15日、関西テレビ・フジテレビ） - ヒロイン・吉江美佐 役[92]
- そのご縁、お届けします-メルカリであったほんとの話- 第3話（2020年11月17日 、毎日放送・TBS） - 岡崎麻帆 役[93][94]
- 竹内涼真の撮休 第3話（2020年11月21日 、WOWOW） - 山本新菜 役[95]
- おじさまと猫 第6話 - 第10話（2021年2月11日 - 3月11日、テレビ東京） - マリン 役（声の出演）[96][注 3]
- 怖い絵本 season2「ことりぞ」（2021年3月26日、NHK Eテレ） - 出演と朗読[97]
- 華麗なる一族（2021年4月18日 - 7月11日、WOWOW） - 万俵二子 役[98]
- FM999 999WOMEN'S SONGS 第6話（2021年5月10日、WOWOWオンデマンド・WOWOWプライム） - エビで宇宙をゆく女 役[99]
- ボクの殺意が恋をした 第6話 - 最終話（2021年8月15日 - 9月12日、日本テレビ） - 藤堂莉奈 役[100]
- グラップラー刃牙はBLではないかと考え続けた乙女の記録ッッ（2021年8月20日 - 10月1日、WOWOW） - 主演・児島あかね 役[101][102][103]
- 剣樹抄〜光圀公と俺〜（2021年11月5日 - 2021年12月24日、NHK BSプレミアム） - ヒロイン・泰 役[104]
- 松尾スズキと30分の女優2（2022年3月13日 - 4月3日、WOWOWプライム）[105][106]
- ペットにドはまりして、会社辞めました（2022年3月22日、NHK総合） - 主演・堂上里美 役[107]
- 拾われた男 Lost Man Found（2022年6月26日 - 8月23日、NHK BSプレミアム・ディズニープラス） - 田畑 役[108]
- リエゾン -こどものこころ診療所-（2023年1月20日 - 3月10日、テレビ朝日） - ヒロイン・遠野志保 役[109]
- 大河ドラマが生まれた日（2023年2月4日、NHK総合） - ヒロイン・渕上明恵 役[110]
- お笑いインスパイアドラマ ラフな生活のススメ（2023年7月4日 - 9月19日、NHK総合） -  志田未映子 役[111]
- ミワさんなりすます（2023年10月16日 - 12月7日、NHK総合） - 主演・久保田ミワ 役[112][113]
- 自転しながら公転する（2023年12月14日・21日・28日、読売テレビ・日本テレビ） - 主演・与野都 役[114]
- 95（2024年4月8日 - 6月10日、テレビ東京） - ヒロイン・岸セイラ 役[115]
- エンジェルフライト 国際霊柩送還士（2024年6月9日 - 7月14日、NHK総合） - 高木凛子 役[116]
- 嘘解きレトリック（2024年10月7日 - 12月16日、フジテレビ） - 主演・浦部鹿乃子 役（鈴鹿央士とW主演）[117]
- スロウトレイン（2025年1月2日、TBS） - 矢作カンナ 役[118]

### 配信ドラマ
- SICK'S 恕乃抄 〜内閣情報調査室特務事項専従係事件簿〜 第参話 - 第四話（2018年5月 - 7月、Paravi） - 中道琴美 役[119]
- 恋は雨上がりのように 〜ポケットの中の願いごと〜（2018年5月2日 - 、GYAO!） - 主演・西田ユイ 役（葉山奨之とのW主演）[注 4][120]
- アストラル・アブノーマル鈴木さん（2018年6月29日 - 9月28日、YouTube・「AlphaBoat Stories」） - 主演・鈴木ララ 役[49]
- エンジェルフライト 国際霊柩送還士（2023年3月17日、Amazon Prime Video） - 高木凛子 役[121]

### 舞台
- ヨミガエラセ屋（2016年3月30日 - 4月3日、新宿村LIVE） - 主演・谷口まひる 役[6][122]
- ぽに（2021年10月28日 - 11月7日、横浜・KAAT神奈川芸術劇場） - 主演・円佳 役[123]
- ふくすけ 2024 -歌舞伎町黙示録-（2024年7月9日 - 8月26日、新宿・THEATER MILANO-Za 他）[124]
- 昭和から騒ぎ（2025年5月25日 - 7月10日、世田谷パブリックシアター 他）[125][126]

### そのほかテレビ番組
- コズミックフロント☆NEXT 「宇宙が真空崩壊？宇宙の未来をパパに習ってみた」（2017年10月5日、NHK BSプレミアム） - ドラマパート　娘 役[127]
- 茨城スペシャル 「私たちが見つけた“昭和”〜あの頃（ころ）のひよっこたち〜」（2017年8月18日、NHK総合・茨城県域）
- あなたのやさしさを2017〜NHK海外たすけあい〜（2017年12月2日、NHK総合）[128]
- 世界ウルルン滞在記2019（2019年3月24日、毎日放送・TBS系） - 旅人[129]
- 変装かくれんぼ ハイド&シーク（2020年3月20日、TBS）- プレイヤー（テレビドラマ「病室で念仏を唱えないでください」最終回の番宣の為に参戦）
- スポーツ×ヒューマン「2つの“故郷”に金メダルを テコンドー・鈴木セルヒオ」（2020年3月23日、NHK総合） - ナレーション
- ん（2020年8月12日、NHK総合） - ん子 役[130]
- ネプリーグ（2020年10月5日、2024年10月7日、フジテレビ）
- 魂のタキ火（2020年10月20日<初回放送>、NHK BSプレミアム）[131]
- コントの日 2020 新しい生活（2020年11月23日、NHK総合）
- ただ今、コント中。（2020年12月29日、フジテレビ）
- 突然ですが占ってもいいですか？（2021年10月13日、フジテレビ）[132]
- 世界ふれあい街歩き 「ハワイの太陽を追いかけて〜ラハイナ&カイルア・コナ〜」（2023年5月9日、NHK BS4K・BSプレミアム）- ナレーション
- 世界ふれあい街歩き 「ほほ笑みは、誰にでも～タイ・バンコク&パタヤ～」（2024年3月26日、NHK BSP4K・BS）- ナレーション

### ラジオ
- 新米記者・松本穂香の研修ログ（2020年4月5日 - 2022年9月23日、TBSラジオ）[23][133]

### WEBムービー
- LOTTE SWEET FILMS「MY NAME」（2015年1月18日 - 、ロッテChoco-motionTV） - 主演[8][134]
- ワコール ブラ・リサイクルキャンペーン[135]
- インテル「sky lake」（2015年12月12日 - ）
- ヨコハマタイヤオリジナルショートムービー 雨の出会い坂 第5話「車内探偵明美」（2017年9月8日 - 、ヨコハマタイヤ） - 明美 役

### ミュージックビデオ
- Saku 「春色ラブソング」（2016年1月25日）[136]
- JUON 「READY TO GO」（2016年5月3日）[137]
- JUON 「BREAK MY SKY」（2016年5月24日）[137]
- BUMP OF CHICKEN 「宝石になった日」（2016年6月16日）
- 中孝介 「花」（2016年10月28日）[138]
- 般若 「生きる」（2017年5月30日）[139]
- milet「Again and Again」（2019年3月6日） - 主演ドラマ『JOKER×FACE』メインテーマ[140]
- URBAN SENTO イメージソング 「新しい光」（2020年3月12日）[141]
- indigo la End 「忘れっぽいんだ」（2023年8月18日）[142]

## ディスコグラフィ

### 配信シングル
- 山の向こうへ（2018年8月13日配信、ユニバーサルミュージック）[注 5][143]

## 広告などへの起用

### CDジャケット
- indigo la End「哀愁演劇」（2023年10月25日）

## 書籍
- 松本穂香×ジャルジャル写真集 「アイ アンド ランド（2022年7月22日、ヨシモトブックス) ISBN 978-4-847-08435-5